# アレクサンデル・ドミンゲス
アレクサンデル・ドミンゲス・カラバリ（Alexander Domínguez Carabalí 、1987年6月5日 - ）は、エクアドル・エスメラルダス出身のプロサッカー選手。サッカーエクアドル代表。デポルテス・トリマ所属。ポジションはGK。

## 経歴

### クラブ
2006年にLDUキトでプロデビュー。2016年、10年間プレーしたキトを離れ、メキシコ・リーガMXのCFモンテレイへ移籍した。

### 代表
ユース年代からエクアドル代表に選ばれており、2007年にはU-20代表の一員として南米ユース選手権に参加した。
2010年5月、A代表初招集。2011年3月、コロンビアとの国際親善試合で初キャップを記録。コパ・アメリカ2011ではマルセロ・エリサガのバックアッパーとして大会に臨んだ。2014W杯・南米予選からレギュラーに定着。2014 FIFAワールドカップでは全3試合に出場し、3戦目のフランス代表戦ではMOMに選ばれた。

## 代表歴

### 出場大会
- エクアドル代表
  - 2014 FIFAワールドカップ
  - 2022 FIFAワールドカップ

### 試合数
- 国際Aマッチ 70試合 0得点（2011年-）[5]

| エクアドル代表 | 国際Aマッチ | 国際Aマッチ |
| 年             | 出場        | 得点        |
| -------------- | ----------- | ----------- |
| 2011           | 1           | 0           |
| 2012           | 8           | 0           |
| 2013           | 8           | 0           |
| 2014           | 6           | 0           |
| 2015           | 11          | 0           |
| 2016           | 8           | 0           |
| 2017           | 0           | 0           |
| 2018           | 5           | 0           |
| 2019           | 5           | 0           |
| 2020           | 4           | 0           |
| 2021           | 6           | 0           |
| 2022           | 6           | 0           |
| 2023           | 2           | 0           |
| 2024           |             |             |
| 通算           | 70          | 0           |

## タイトル
LDUキト
- セリエA: 2007, 2010
- レコパ・スダメリカーナ: 2009, 2010
- コパ・スダメリカーナ: 2009